# Incontri internazionali di rugby a 15 di metà anno 1974
A metà anno è tradizione che le selezioni di "rugby a 15", europee in particolare, ma non solo, si rechino fuori dall'Europa o nell'emisfero sud per alcuni test. Si disputano però anche molti incontri tra nazionali dello stesso emisfero Sud.
Il 1974 è un anno ricco di questi confronti.
- Nuova Zelanda in Australia e Figi: nel 1974 gli All Blacks nel 1974 vanno due volte in Tour. La prima visita, a maggio-giugno è in Australia e Figi: con due vittorie e un pareggio la Nuova Zelanda mantiene la Bledisloe Cup. Da segnalare il primo test ufficialmente riconosciuto con le Isole Figi.

| Sydney 25 maggio 1974 | Australia | 6 – 11 | Nuova Zelanda | Cricket Ground |

| Brisbane 1º gennaio 1974 | Australia | 16 – 16 | Nuova Zelanda | Ballymore Oval |

| Sydney 8 gennaio 1974 | Australia | 6 – 16 | Nuova Zelanda | Cricket Ground |

| Suva 11 gennaio 1974 | Figi | 13 – 14 | Nuova Zelanda | Buckhurst Park |

- Giappone in Nuova Zelanda: tour dei giapponesi che però non affrontano gli All Blacks ma solo la selezione Junior.

- Leopards in Italia: i "Leopards", selezione sudafricana dei giocatori di colore (che all'epoca non potevano giocare nelle squadre dei bianchi sudafricani) restituisce la visita dell'anno prima alla nazionale italiana.

| 12 maggio 1974 | Zebre | 0 – 4 | Leopards |  |

| Brescia 15 maggio 1974 | Italia | 25 – 10 | Leopards |  |

- Francia in Sudamerica: due successi nei test match con i "Pumas"

| Buenos Aires 20 gennaio 1974 | Argentina | 15 – 20 | Francia | Etcheverry |

| Buenos Aires 29 gennaio 1974 | Argentina | 27 – 31 | Francia | Etcheverry |

- Lions in Sud Africa: fu ll miglior tour della storia dei British and Irish Lions: sotto la guida dell'avanti Irlandese Willie John McBride. Fu una serie di 22 match senza sconfitte con 3 vittorie ed un pareggio con gli Springboks.

| Città del Capo 8 giugno 1974 | Sudafrica | 3 – 12 | Isole Britanniche |  |

| Pretoria 22 giugno 1974 | Sudafrica | 9 – 28 | Isole Britanniche |  |

| Port Elizabeth 13 luglio 1974 | Sudafrica | 9 – 26 | Isole Britanniche | Boet Erasmus |

| Johannesburg 27 luglio 1974 | Sudafrica | 13 – 13 | Isole Britanniche | Ellis park |

- Figi in Nuova Zelanda: gli isolani restituiscono la visita di pochi mesi prima. Nessun test match ufficiale.

- Samoa nelle Figi : tour senza test ufficiali, contro le selezioni delle varie isole dell'arcipelago figiano.

- Altri test

| Bruxelles 1º febbraio 1974 | Belgio | 12 – 64 | Shimlas |  |

| Bruxelles 23 marzo 1974 | Belgio | 12 – 22 | Surrey |  |

| Londra 20 aprile 1974 | Inghilterra XV | 7 – 26 | Francia XV | Twickenham |

| 1º giugno 1974 | Giappone XV | 20 – 6 | Hong Kong |  |

| Losanna 8 giugno 1974 | Svizzera | 10 – 18 | Belgio |  |

| Enköping 21 settembre 1974 | Svezia | 24 – 0 | Danimarca |  |

| Marburg 28 settembre 1974 | Assia | 12 – 29 | Belgio |  |